# Yarwell
Yarwell – wieś w Anglii, w hrabstwie Northamptonshire, w dystrykcie (unitary authority) North Northamptonshire. Leży 49 km na północny wschód od miasta Northampton i 120 km na północ od Londynu. Miejscowość liczy 316 mieszkańców.